# Шатне Машерон
Шатне Машерон (фр. Chatenay-Mâcheron) насеље је и општина у североисточној Француској у региону Шампањ-Арден, у департману Горња Марна која припада префектури Лангр.
По подацима из 2011. године у општини је живело 112 становника, а густина насељености је износила 18,36 становника/km². Општина се простире на површини од 6,1 km². Налази се на средњој надморској висини од 343 метара.

## Демографија
| 1962. | 1968. | 1975. | 1982. | 1990. | 1999. | 2011. |
| ----- | ----- | ----- | ----- | ----- | ----- | ----- |
| 110   | 120   | 116   | 133   | 135   | 119   | 112   |

График промене броја становника у току последњих година